# Casanova de Mondois
Casanova de Mondois és una masia de Rupit i Pruit (Osona) inclosa a l'Inventari del Patrimoni Arquitectònic de Catalunya.

## Descripció
Masia de planta quadrada coberta a dues vessants amb el carener paral·lel a la façana orientada a migdia. Consta de planta baixa i primer pis. La façana presenta un portal rectangular amb llinda de fusta i quatre finestres que es distribueixen entre el primer i el segon pis. A ponent presenta diverses finestres i a la banda de tramuntana s'hi obre un portal. A la banda de llevant s'hi adossen dos cossos, cada un d'ells cobert a un vessant i units per un paret mitgera. Els materials constructius són el granit vermell unit amb morter de calç.

## Història
Masia situada a l'extrem sud de l'altiplà de Mondois, vora la frontera de Girona. L'altiplà queda tallat per un terreny molt abrupte que baixa bruscament vers la vall de Ter on el riu passa molt encaixat. La Casanova de Mondois actualment està destinada com a centre de rehabilitació de toxicòmans conegut pel "Patriarca". La masia no presenta cap dada constructiva que ens permeti datar la seva construcció o possibles reformes.